# Spoorlijn Hagen-Eckesey - aansluiting Hohensyburg
De spoorlijn Hagen-Eckesey - aansluiting Hohensyburg is een Duitse spoorlijn en is als spoorlijn 2823 onder beheer van DB Netze.

## Geschiedenis
Het traject tussen Eckesey - Hengstey werd door de Preußische Staatseisenbahnen geopend op 1 oktober 1891. Op 1 mei 1913 werd een meer westelijk gelegen tracé geopend en op 1 juli 1913 werd de lijn verlengd tot de aansluiting Hohensyburg. In 1987 werd het tweede spoor  tussen Eckesey en de aansluiting Bechelte onderdeel van de lijn van de spoorlijn Hagen-Eckesey - Hagen-Vorhalle. Sinds 2000 is het gedeelte tussen Eckesey en Einhaus gesloten en opgebroken, het gedeelte tussen Einhaus en Hohensyburg is in gebruik.

## Treindiensten
De lijn is alleen in gebruik voor goederenvervoer.

## Aansluitingen
In de volgende plaatsen is of was er een aansluiting op de volgende spoorlijnen:
Hagen-Eckesey
DB 26, spoorlijn tussen Hagen Hauptbahnhof en Hagen-Eckesey
DB 2423, spoorlijn tussen Düsseldorf-Derendorf en Dortmund Süd
DB 2802, spoorlijn tussen Hagen-Eckesey en Hagen Güterbahnhof
DB 2822, spoorlijn tussen Hagen-Eckesey en Hagen-Vorhalle
aansluiting Einhaus
DB 2811, spoorlijn tussen de aansluiting Rehsiepen en de aansluiting Einhaus
aansluiting Hengstey
DB 2820, spoorlijn tussen Hagen-Vorhalle en Hagen-Kabel
aansluiting Hohensyburg
DB 2843, spoorlijn tussen de aansluiting Hohensyburg en Geisecke
DB 2844, spoorlijn tussen de aansluiting Hohensyburg en Hagen-Kabel

## Elektrificatie
Het traject werd in 1964 geëlektrificeerd met een wisselspanning van 15.000 volt 16⅔ Hz.